# Хохлатка гигантская
Хохла́тка гигантская (лат. Corýdalis gigantéa) — дальневосточный вид травянистых растений рода Хохлатка (Corydalis) подсемейства Дымянковые (Fumarioideae) семейства Маковые (Papaveraceae). Летнезелёный корневищно-стержнекорневой поликарпик с полурозеточными полициклическими монокарпическими побегами.

## Название
Видовой эпитет gigantea — прилагательное женского рода от лат. gigantéus — гигантский, исполинский; Гиганты (Gigántes — латинизация др.-греч. Γίγαντες) — мифологические змееногие великаны, сыновья Геи и Та́ртара; этот эпитет присвоен растению за его крупные размеры.

## Ботаническое описание
Травянистый многолетник до 100 (120) см высотой.
Корневая система корневищно-стержнекорневая: помимо стержневого корня, сохраняющегося в течение всей жизни растения, имеется 2 типа корневищ: короткие, образованные годичными побегами, и длинные, столоновидные, развивающиеся из спящих почек, находящихся на коротких корневищах. Корневища второго типа растут плагиотропно и достигают в длину 60—100 см.
На годичном генеративном побеге развиваются 2—3 сближенных чешуевидных и 5 (2 крупных и 3 гораздо более мелких) ассимилирующих листьев и кистевидное соцветие. Нижние ассимилирующие листья имеют длинный, несколько раз вильчато разветвленный черешок. Форма листовых пластинок дважды-трижды перисто-рассеченная на продолговатые или ланцетные дольки размером около 7 × 3 см, на верхушке заострённые, сверху зелёные, снизу сизые. Часто в пазухах зелёных листьев, особенно верхних, развиваются боковые побеги.
Соцветие — кисть от рыхлой до очень плотной (10—20 и более цветковая), 10—15 см высотой. Пазушные соцветия мельче. Прицветники размером 1,5 × 1—2.5 мм, линейные или ланцетные, цельные, заострённые. Чашелистики размером 4—10 (15) × 2.5—7 мм. Цветки поникающие с венчиком от пурпурно-розового до почти красного. Верхние лепестки 3—4 см длиной; шпорец прямой или вниз загнутый, толстый, тупой или к концу суживающийся, 20—27 мм длиной, что примерно вдвое превышает остальную длину лепестка. Нижние лепестки без бугра, в средней части выпуклые. Отгибы лепестков узкие, без верхушечных выемок. Нектарники примитивные, напоминают по форме палочку 1—1,5 см длиной, с тонкой ножкой 8,5—14 мм длиной, которая переходит в короткую, почти такого же диаметра, как ножка, прямую или слабо изогнутую, на конце слегка заостренную головку. Рыльце в форме четырехугольника с отходящим вперед выступом; по углам четырехугольника и на верхушке выступа размещено 6 пыльцевых сосочков.
Плод  — стручковидная коробочка овально-обратнояйцевидной формы, с тупой верхушкой. Створки растрескивающихся зрелых коробочек с силой скручиваются, что способствует разбрасыванию семян на значительное расстояние (все виды секции Archaeocapnos —баллисты). Семена крупные, 2—2,5 (до 3) мм в диаметре, чёрные, блестящие, гладкие с очень маленькой пленчатой карункулой, плотно прижатой к семени.
Цветёт с мая по июль.
Хромосомное число: 2n = 16.

## Распространение и экология
Общее распространение: Маньчжурия и Корея.
На российском Дальнем Востоке отмечено 57 местонахождений на территориях Хабаровского края и Приморья (1988). Основной ареал — юго-восток южной и средней частей Уссурийского флористического района. Далее к северу вид доходит до Шантарских островов и юго-восточной части бассейна р. Уда (Амгуньский и южная оконечность Охотского флористического района). Немногочисленные местонахождения вида имеются в Буреинском и Нижне-Зейском флористических районах.
В лесах по берегам рек и ручьев, часто образуя обширные заросли.

## Классификация

### Таксономия
Corydalis gigantea Trautv. & C.A.Mey., 1856, A.T.von Middendorff, Reise Sibir. 1(2; 3): 13.
Вид Хохлатка гигантская относится к роду Хохлатка (Corydalis) из секции Archaeocapnos Popov ex Michajlova, трибы Дымянковые (Fumarieae) подсемейства Дымянковые (Fumarioideae) семейства Маковые (Papaveraceae) порядка Лютикоцветные (Ranunculales), последовательно входящего в более крупные клады Суперрозиды → Эвдикоты → Цветковые растения. Таксономическая схема в соответствии с Системой APG IV по состоянию на июнь 2024 года:
В 1982 году крупнейший советский и российский специалист по хохлаткам М. А. Михайлова выделила Corydalis gigantea var. genuina Regel в самостоятельный вид Corydalis multiflora Michajlova и на основании палинологических данных сделала вывод о целесообразности выделения трёх видов: Corydalis multiflora Michajlova, Corydalis macrantha (Regel) Popov и вида, сформировавшегося в результате их природной гибридизации — Corydalis х gigantea Trautv. & C.A.Mey.
В соответствии с современной классификацией, Corydalis macrantha рассматривается в качестве синонима Corydalis gigantea.
Таксономическая схема в соответствии с Системой APG IV по состоянию на июнь 2024 года
|  |                          |  |                                   |                                   |                   |  | ещё 6 семейств, в том числе Лютиковые, Луносемянниковые, Барбарисовые | ещё 6 семейств, в том числе Лютиковые, Луносемянниковые, Барбарисовые |                                            |  |  |  | еще 20 родов                                                   | еще 20 родов            |  |  |
|  |                          |  |                                   |                                   |                   |  | ещё 6 семейств, в том числе Лютиковые, Луносемянниковые, Барбарисовые | ещё 6 семейств, в том числе Лютиковые, Луносемянниковые, Барбарисовые |                                            |  |  |  | еще 20 родов                                                   | еще 20 родов            |  |  |
|  |                          |  |                                   | порядок Лютикоцветные             |                   |  |                                                                       |                                                                       | подсемейство Дымянковые                    |  |  |  |                                                                | вид Хохлатка гигантская |  |  |
|  |                          |  |                                   | порядок Лютикоцветные             |                   |  |                                                                       |                                                                       | подсемейство Дымянковые                    |  |  |  |                                                                | вид Хохлатка гигантская |  |  |
|  | клада Цветковые растения |  |                                   |                                   | семейство Маковые |  |                                                                       |                                                                       | род Хохлатка                               |  |  |  |                                                                |                         |  |  |
|  | клада Цветковые растения |  |                                   |                                   |                   |  |                                                                       |                                                                       |                                            |  |  |  |                                                                |                         |  |  |
|  |                          |  | ещё 63 порядка цветковых растений | ещё 63 порядка цветковых растений |                   |  |                                                                       | ещё 1 подсемейство Маковые (Papaveroideae)                            | ещё 1 подсемейство Маковые (Papaveroideae) |  |  |  | еще 531 подтвержденный вид и 49 видов, ожидающих подтверждения |                         |  |  |
|  |                          |  |                                   | ещё 63 порядка цветковых растений |                   |  |                                                                       |                                                                       | ещё 1 подсемейство Маковые (Papaveroideae) |  |  |  |                                                                |                         |  |  |

### Синонимы

#### Гомотипные
- Corydalis gigantea var. genuina Regel, 1862, not validly publ.
- Cryptoceras giganteum (Trautv. & C.A.Mey.), 1868
- Capnoides gigantea (Trautv. & C.A.Mey.) Kuntze, 1891

#### Гетеротипные
- Corydalis gigantea var. amurensis Regel, 1862
- Corydalis gigantea var. macrantha Regel, 1862
- Corydalis macrantha (Regel) Popov 1937
- Corydalis macrantha var. burejensis Bezd., 2006
- Corydalis zeaensis Michajlova 1982